# خط عرض 77° شمال
خط عرض 77° شمال هي إحدى دوائر العرض الجغرافية، وهي دوائر وهمية تحيط بالكرة الأرضية، وموازية لخط الاستواء، وتتميز هذه الدائرة بأن الأراضي الواقعة عليها تنتمي للمنطقة القطبية.

## حول العالم
خط عرض 77° شمال يبدأ من خط الزوال الأولي ويتجه شرقا ويمر عبر:
| الإحداثيات                           | البلد أو الإقليم أو البحر | ملاحظات |
| ------------------------------------ | ------------------------- | --- |
| 77°0′N 0°0′E / 77.000°N 0.000°E      | المحيط الأطلسي            | بحر غرينلاند |
| 77°0′N 16°30′E / 77.000°N 16.500°E   | النرويج                   | سفالبارد - جزيرة سبيتسبرغن |
| 77°0′N 17°15′E / 77.000°N 17.250°E   | بحر بارنتس                | |
| 77°0′N 67°40′E / 77.000°N 67.667°E   | روسيا                     | نوفايا زيمليا - جزيرة سيفيرني (northernmost point) |
| 77°0′N 67°57′E / 77.000°N 67.950°E   | بحر كارا                  | |
| 77°0′N 88°50′E / 77.000°N 88.833°E   | روسيا                     | Slozhnyy Island |
| 77°0′N 88°53′E / 77.000°N 88.883°E   | بحر كارا                  | |
| 77°0′N 95°21′E / 77.000°N 95.350°E   | روسيا                     | Russkiy Island |
| 77°0′N 96°15′E / 77.000°N 96.250°E   | بحر كارا                  | |
| 77°0′N 101°20′E / 77.000°N 101.333°E | روسيا                     | تايميار |
| 77°0′N 107°18′E / 77.000°N 107.300°E | بحر لابتيف                | |
| 77°0′N 107°57′E / 77.000°N 107.950°E | روسيا                     | Faddey Islands |
| 77°0′N 108°4′E / 77.000°N 108.067°E  | بحر لابتيف                | |
| 77°0′N 132°2′E / 77.000°N 132.033°E  | المحيط المتجمد الشمالي    | |
| 77°0′N 154°16′E / 77.000°N 154.267°E | بحر سيبيريا الشرقي        | مرورا بجنوب Henrietta Island, روسيا |
| 77°0′N 157°10′E / 77.000°N 157.167°E | المحيط المتجمد الشمالي    | |
| 77°0′N 120°4′W / 77.000°N 120.067°W  | كندا                      | الأقاليم الشمالية الغربية - جزيرة الأمير باتريك |
| 77°0′N 116°0′W / 77.000°N 116.000°W  | Moore Bay                 | |
| 77°0′N 115°40′W / 77.000°N 115.667°W | Unnamed waterbody         | مرورا بشمال Emerald Isle، الأقاليم الشمالية الغربية, كندا · مرورا بجنوب Fitzwilliam Owen Island، الأقاليم الشمالية الغربية, كندا · مرورا بجنوب Eight Bears Island، الأقاليم الشمالية الغربية, كندا |
| 77°0′N 111°33′W / 77.000°N 111.550°W | Hazen Strait              | مرورا بشمال Vesey Hamilton Island، نونافوت, كندا |
| 77°0′N 109°0′W / 77.000°N 109.000°W  | Byam Martin Channel       | |
| 77°0′N 104°52′W / 77.000°N 104.867°W | Desbarats Strait          | مرورا بجنوب the Findlay Group، نونافوت, كندا |
| 77°0′N 103°38′W / 77.000°N 103.633°W | Unnamed waterbody         | |
| 77°0′N 97°25′W / 77.000°N 97.417°W   | كندا                      | نونافوت - Crescent Island |
| 77°0′N 97°8′W / 77.000°N 97.133°W    | Napier Bay                | |
| 77°0′N 96°17′W / 77.000°N 96.283°W   | كندا                      | نونافوت - جزيرة ديفون |
| 77°0′N 95°13′W / 77.000°N 95.217°W   | Norwegian Bay             | |
| 77°0′N 88°43′W / 77.000°N 88.717°W   | كندا                      | نونافوت - جزيرة إليسمير |
| 77°0′N 79°15′W / 77.000°N 79.250°W   | خليج بافن                 | Smith Bay |
| 77°0′N 78°22′W / 77.000°N 78.367°W   | كندا                      | نونافوت - جزيرة إليسمير |
| 77°0′N 78°4′W / 77.000°N 78.067°W    | خليج بافن                 | |
| 77°0′N 71°19′W / 77.000°N 71.317°W   | جرينلاند                  | Steensby Land |
| 77°0′N 18°12′W / 77.000°N 18.200°W   | جرينلاند                  | Germania Land |
| 77°0′N 18°14′W / 77.000°N 18.233°W   | المحيط الأطلسي            | بحر غرينلاند |